# Église Saint-Christophe de Rocquigny
L'église Saint-Christophe de Rocquigny est une église fortifiée de Thiérache située à Rocquigny (Ardennes), en France. Dédiée à saint Christophe, elle fut un lieu de pèlerinage au succès croissant dans l'entre-deux-guerres, avec l'augmentation du nombre de voitures.

## Description
Les tours rondes massives montent la garde autour du donjon et du portail. L'ensemble est en briques vernissées. Le donjon est surmonté d'un clocheton de charpente. À l'intérieur du donjon se dressent de gros piliers de bois.

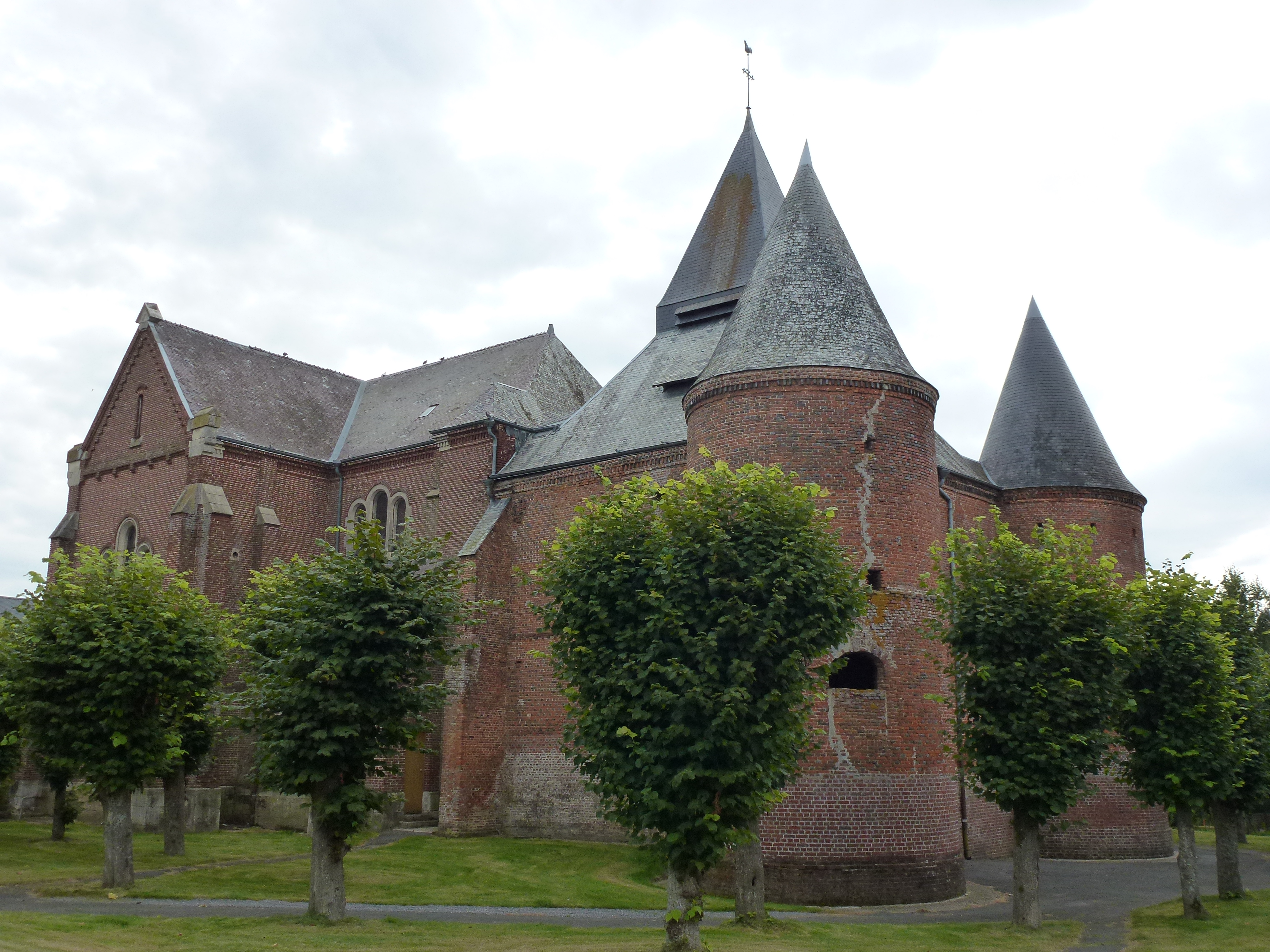
Vue d'ensemble
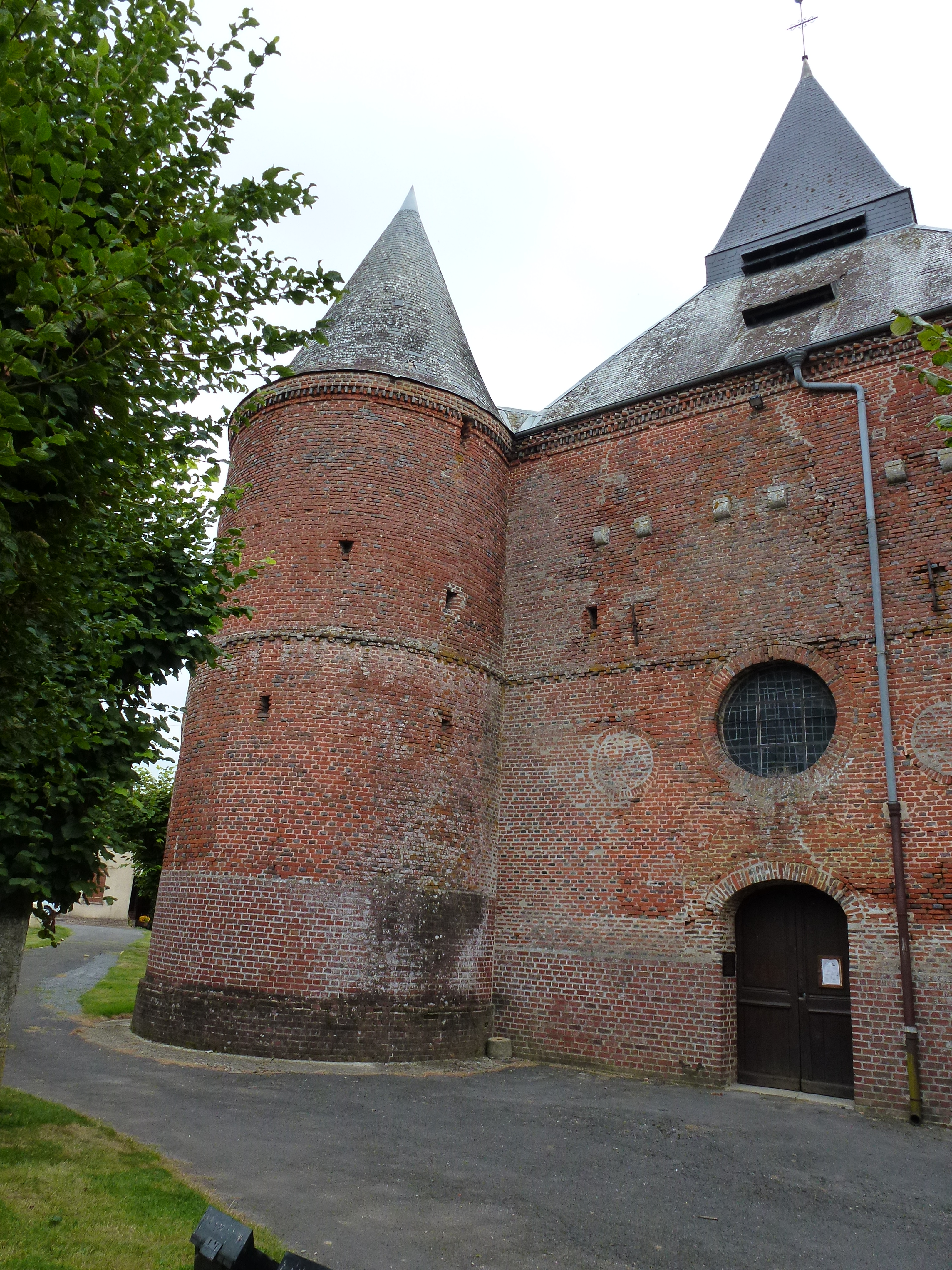
Tour
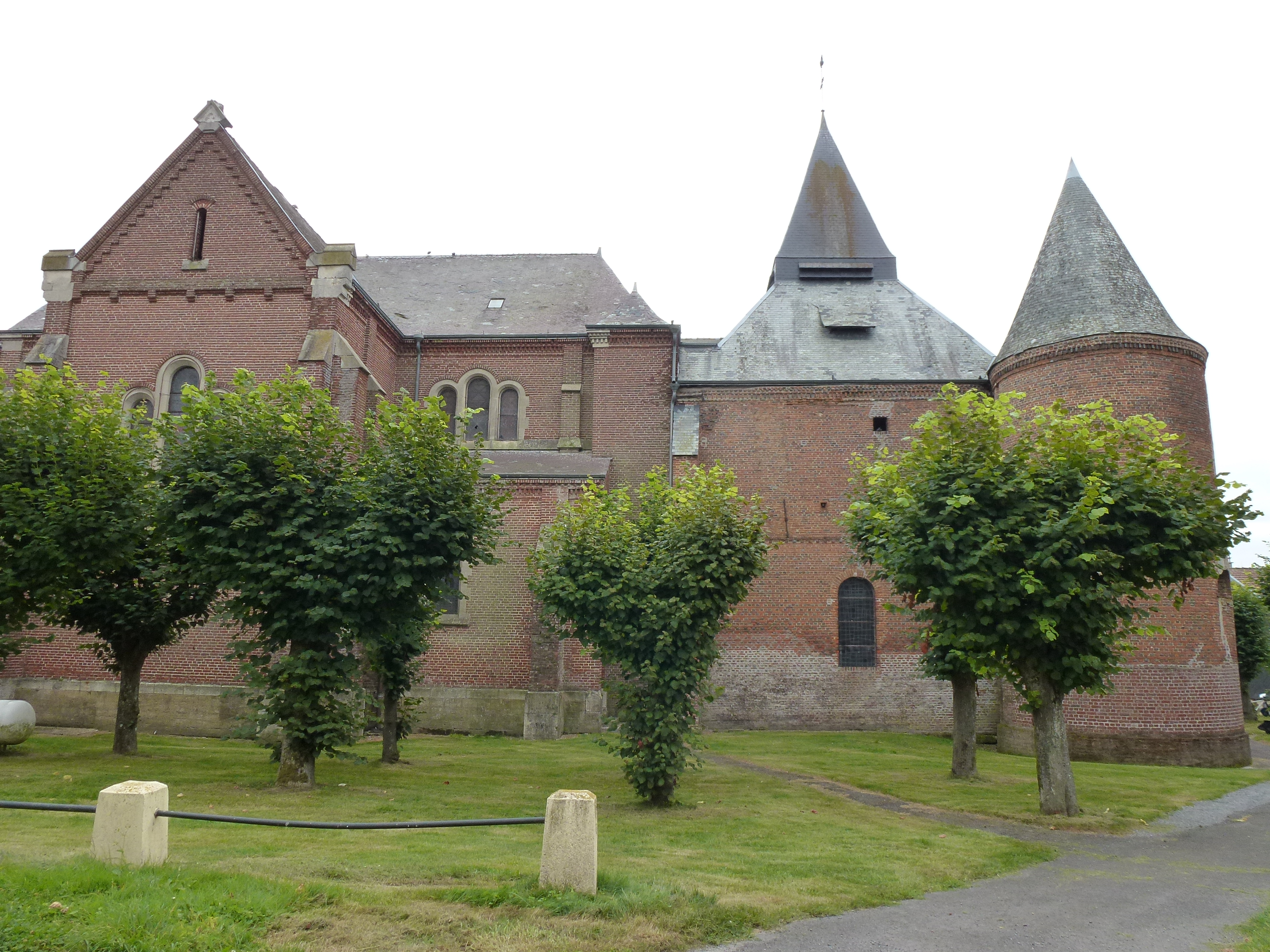
Vue d'ensemble

À l'intérieur de l'église, il faut noter trois bancs de stalles aux miséricordes sculptées, avec des motifs différents d'inspiration végétale. Ces bancs de stalles sont classés depuis 1972. Plusieurs anciens notables des siècles précédents sont également inhumés dans l'église.

## Localisation
L'église est située sur la commune de Rocquigny, dans le département français des Ardennes.

## Historique
Les tours et le donjon ont été adjoints au XVIe siècle à une église existant antérieurement, pour la fortifier.
Entre 1878 et 1880, il a fallu refaire la nef centrale.
Vers 1910, le curé du village instaure une procession annuelle de cette église à une petite chapelle dédiée elle aussi à saint Christophe. À partir de 1923, cette procession devient un pèlerinage, avec bénédiction des voitures et présence de marchands forains vendant des médailles à l'effigie du saint, patron des automobilistes. Cette manifestation religieuse a un succès indéniable et attire des participants des différences communes du département, des départements voisins et de Belgique.